# Ennio Mastalli
Ennio Mastalli (Livorno, 31 ottobre 1958) è un ex calciatore italiano, di ruolo interno.
Il figlio Alessandro, dopo Juve Stabia e Avellino, gioca attualmente nella Lucchese ed ha esordito in serie A con la maglia del Milan il 24 maggio 2015.

## Carriera
Mastalli crebbe nelle giovanili del Livorno, squadra della sua città, debuttando in Serie C a neanche 17 anni, segnando una rete. Notato dal Bologna, venne ingaggiato per la primavera della squadra emiliana; esordì poi in Serie A il 29 febbraio 1976, in Bologna-Lazio 1-0. Durante le prime due stagioni gli vennero concesse solamente cinque presenze, mentre dal 1977-78 entrò stabilmente nel gruppo dei titolari. La sua migliore stagione fu la successiva, nella quale scese 20 volte in campo mettendo a segno 2 reti.
Conclusa nel 1980 l'esperienza al Bologna, fu acquistato dal Monza, in Serie B; l'anno successivo fu titolare al Varese mentre nel 1982-83 conquistò la promozione in A con il Catania dopo gli spareggi dell'Olimpico contro Como e Cremonese. La sua esperienza nella massima serie si concluse prima del tempo, a causa di un infortunio che lo tenne fuori buona parte del campionato; il Catania retrocesse all'ultimo posto. In Serie B, Mastalli ripartì titolare, sempre con gli etnei.
Nel 1985 accettò di scendere di categoria per disputare il campionato di Serie C1 1985-1986 col Foggia, quindi tornò fra i cadetti con la maglia del Lecce, con cui disputò, sia pur da rincalzo, due stagioni ottenendo una nuova promozione in A al termine della stagione 1987-1988. Chiuse la carriera in Serie C2 con la Cavese.
In carriera ha collezionato complessivamente 65 presenze e 3 reti in Serie A e 151 presenze e 17 reti in Serie B.